# Чуйский тракт
Федера́льная автомоби́льная доро́га Р256 «Чу́йский тракт» (до 1 января 2018 года также применялся номер М52) — автомобильная дорога федерального значения Новосибирск — Бийск — Горно-Алтайск — государственная граница с Монголией. Проходит по территории Новосибирской области, Алтайского края и Республики Алтай. Трасса является частью азиатского маршрута AH4 Новосибирск — Бийск — Ярантай (Монголия) — Урумчи — Исламабад — Карачи.
Общая протяжённость автодороги складывается из основного участка, имеющего отметку южного окончания на границе с Монголией 962,990 км, и ряда дополнительных участков (подъезд к Барнаулу — 11,390 км; обход Бийска — 19,941 км; подъезд к Горно-Алтайску — 4,381 км; подъезд к Телецкому озеру — 140,260 км).
Исторический Чуйский тракт является частью современной дороги от Бийска до границы с Монголией протяжённостью около 630 км.

## Технические характеристики
С 2007 года дорога асфальтирована до границы с Монголией. Тоннелей нет. Имеется несколько перевалов: Семинский, Чике-Таман и пограничный с Монголией Дурбэт-даба, после которого начинается грунтовая дорога.
Дорога имеет от 2 до 4 полос для движения с разрешённой скоростью движения 90 км/ч. На территории Новосибирской области и Алтайского края реализуются программы капитального ремонта и расширения дороги с 2 до 4 полос.

### Развязки и путепроводы
| Км  | населённый пункт(район) | Ответвление/пересечение | Примечания                         |
| --- | ----------------------- | ----------------------- | ---------------------------------- |
| 217 | Новоалтайск             | Новосибирский тракт     | подъездная дорога к Барнаулу       |
|     | Бийский район           | Барнаульский тракт      | До 2013 года являлся частью тракта |
|     | Бийский район           | Тогульский тракт        |                                    |
|     | Бийский район           | Солтонский тракт        | примыкание к дороге                |
|     | Бийский район           | Солтонский тракт        | ответвление                        |
|     | Бийский район           | Малоугренёвская улица   |                                    |

## География местности

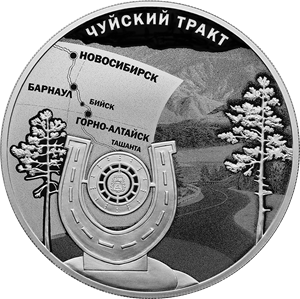
Монета Банка России. К 100-летию признания Чуйского тракта дорогой государственного значения

### Рельеф
По характеру рельефа всю территорию, по которой проходит Чуйский тракт, можно разделить на равнинную, предгорную и горную. От Новосибирска до Бийска трасса пролегает по правобережью реки Оби и пересекает Бийско-Чумышскую возвышенность. Примерно на 52 градусах северной широты, где степная часть Алтая по тектоническому уступу граничит с горами Алтая, тракт выходит на территорию Республики Алтай. Затем дорога пересекает Чергинский хребет, Семинский хребет и другие хребты Алтая, которые достигают 1900—2000 м над уровнем моря, а также крупные межгорные котловины Курайскую и Чуйскую (1500—1900 м). Наивысшей точкой Чуйского тракта является пограничный перевал Дурбэт-даба (2481 м).

### Климат
Климатические условия по протяжению дороги не постоянны, на них большое влияние оказывают большая протяжённость тракта с севера на юг и сильнорасчленённый рельеф местности, а в частности горная система Алтая. Предгорная часть и северные отроги хребтов Иолго, Чергинского, Семинского характеризуются менее суровым климатом — средняя температура января от −13°С до −17°С, июля от +16°С до +19°С. В этой зоне выпадает значительное количество осадков до 550—750 мм.
Горная зона Семинского перевала отличается резкими колебаниями температуры и имеет более суровый климат. Участок дороги за перевалом до посёлка Акташ характеризуется значительной сухостью — осадки выпадают, в основном, в летние месяцы.
Далее тракт проходит район высокогорного плоскогорья с засушливым, резко континентальным климатом. Курайская и Чуйская степи отличаются большой годовой амплитудой температур, до +30°С летом и −40°С зимой.

## Крупные населённые пункты

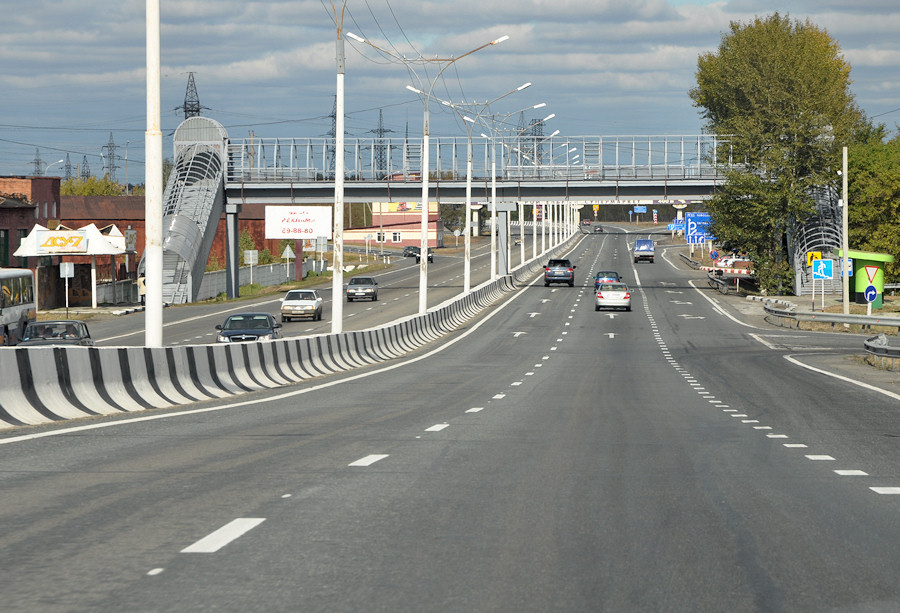
Р256 (М52) в районе Новоалтайска

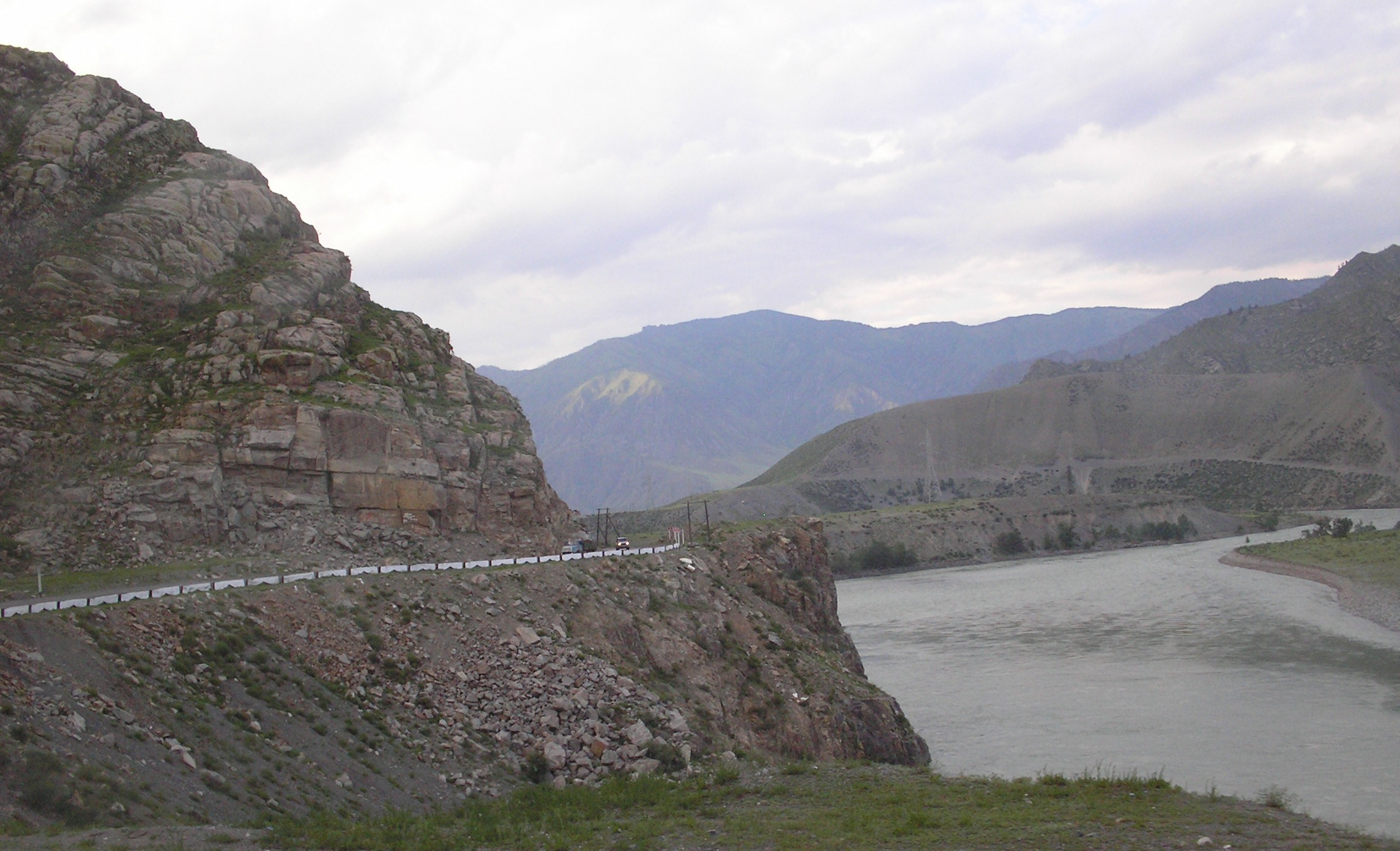
Р256 (М52) в Онгудайском районе

Новосибирская область
0 км — Новосибирск
37 км — Бердск
52 км — Искитим
104 км — Черепаново
Алтайский край
151 км — Тальменка
212 км — Новоалтайск (подъездная дорога к Барнаулу — 17 км (234 км))
364 км — Бийск
381 км — Верх-Катунское
400 км — Сростки

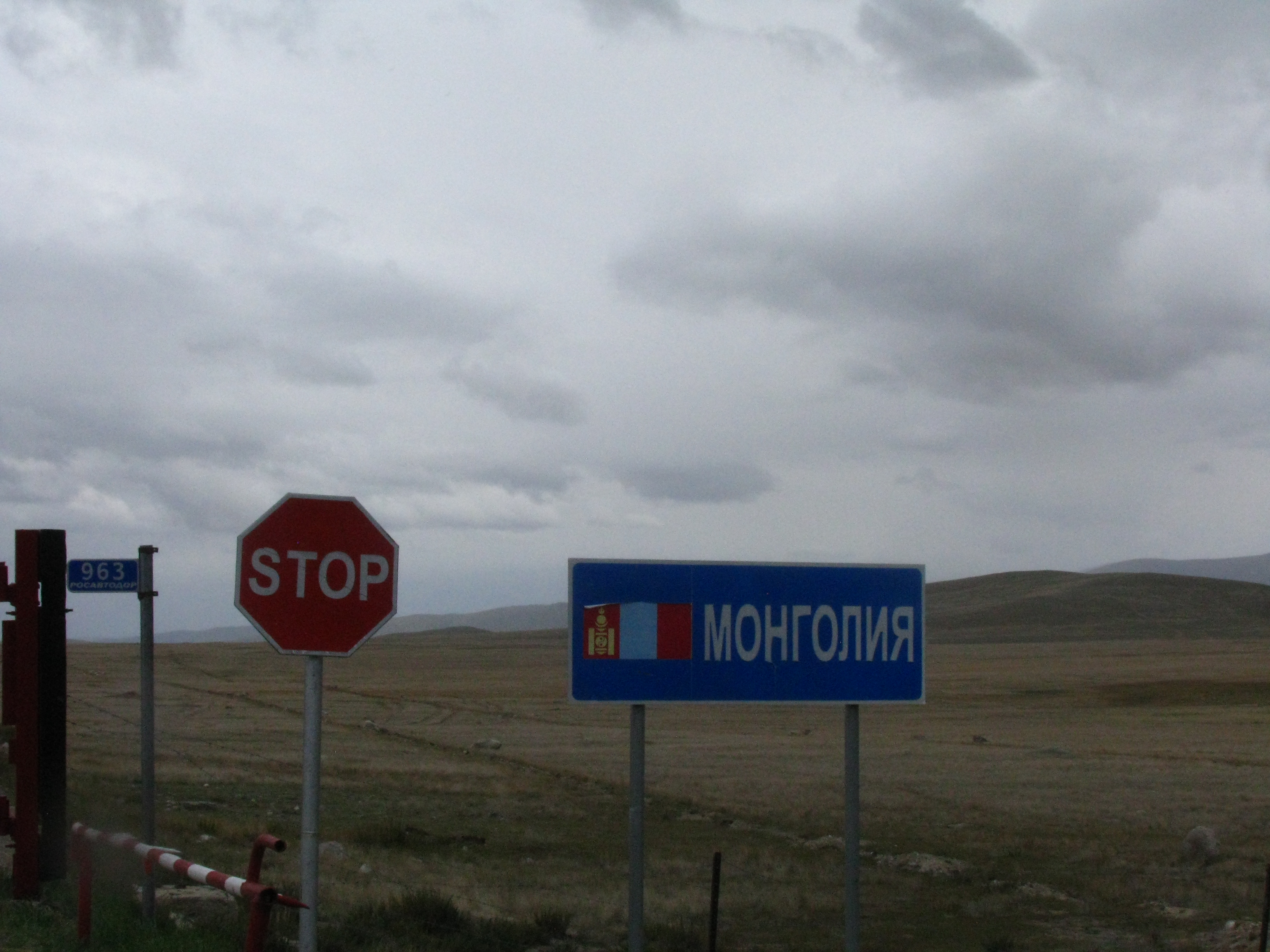
М-52 Последний километровый столбик на границе с Монголией

412 км — Берёзовка419 км — Быстрянка (подъездная дорога к райцентру Красногорское — 30 км)
Республика Алтай
453 км — Майма (подъездная дорога к Горно-Алтайску — 5 км (458 км))
511 км — Усть-Сема (дорога до райцентра Чемал — 37 км)
530 км — Черга
564 км — Шебалино
572 км — Топучая
629 км — Туекта
636 км — Онгудай
722 км — Иня
783 км — Чибит
788 км — Акташ (дорога до райцентра Улаган — 53 км)
893 км — Кош-Агач
942 км — Ташанта

## История

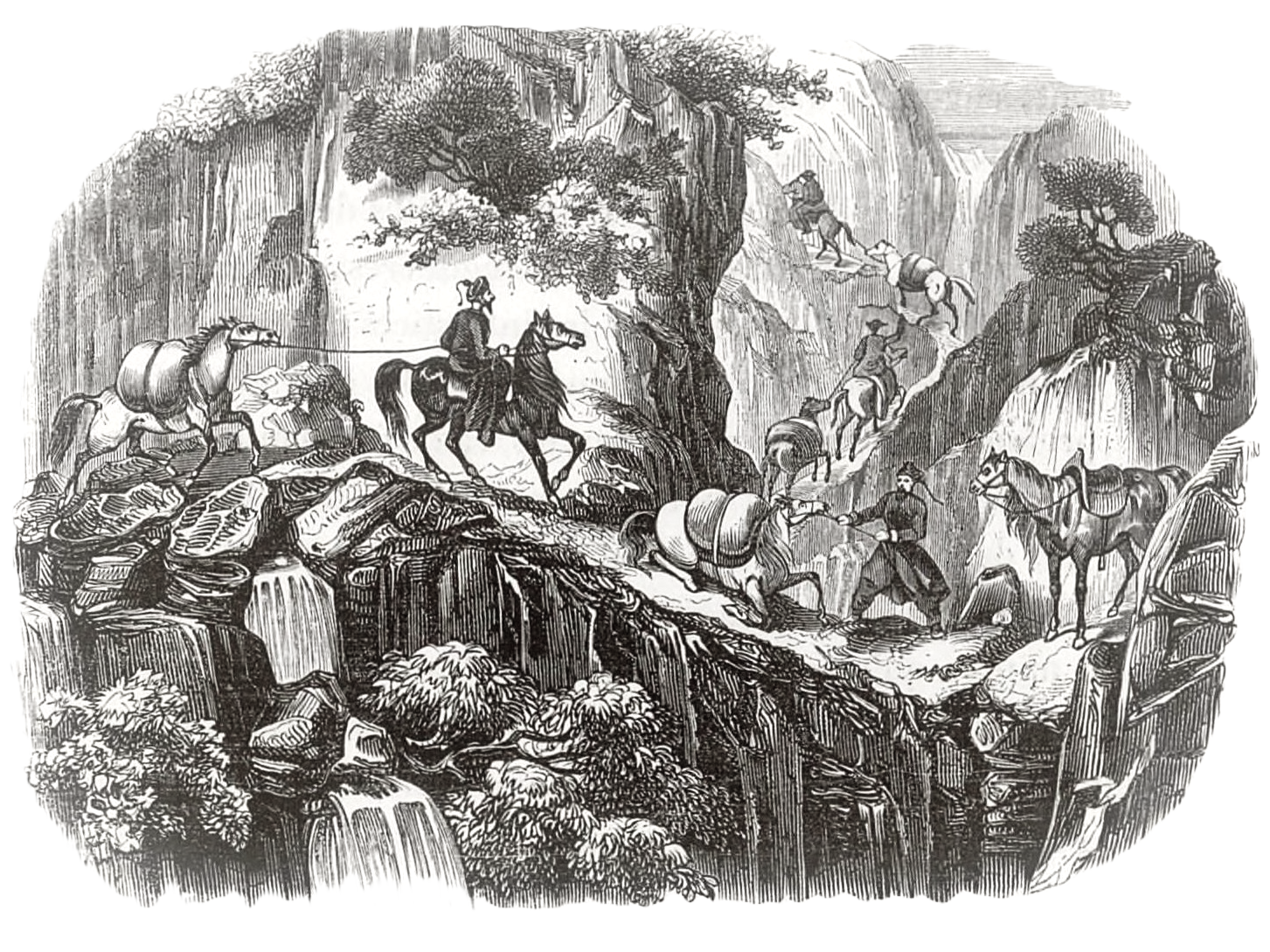
Егор Мейер — Бом на реке Чуя (1842 год).

На месте современного Чуйского тракта долгое время находился так называемый Мунгальский тракт, упоминания о котором содержатся ещё в китайских хрониках тысячелетней давности. На месте нынешней асфальтовой дороги долгое время находилась тропа, которой с древних времён пользовались торговцы и воины.

### Торговля с Цинский империей

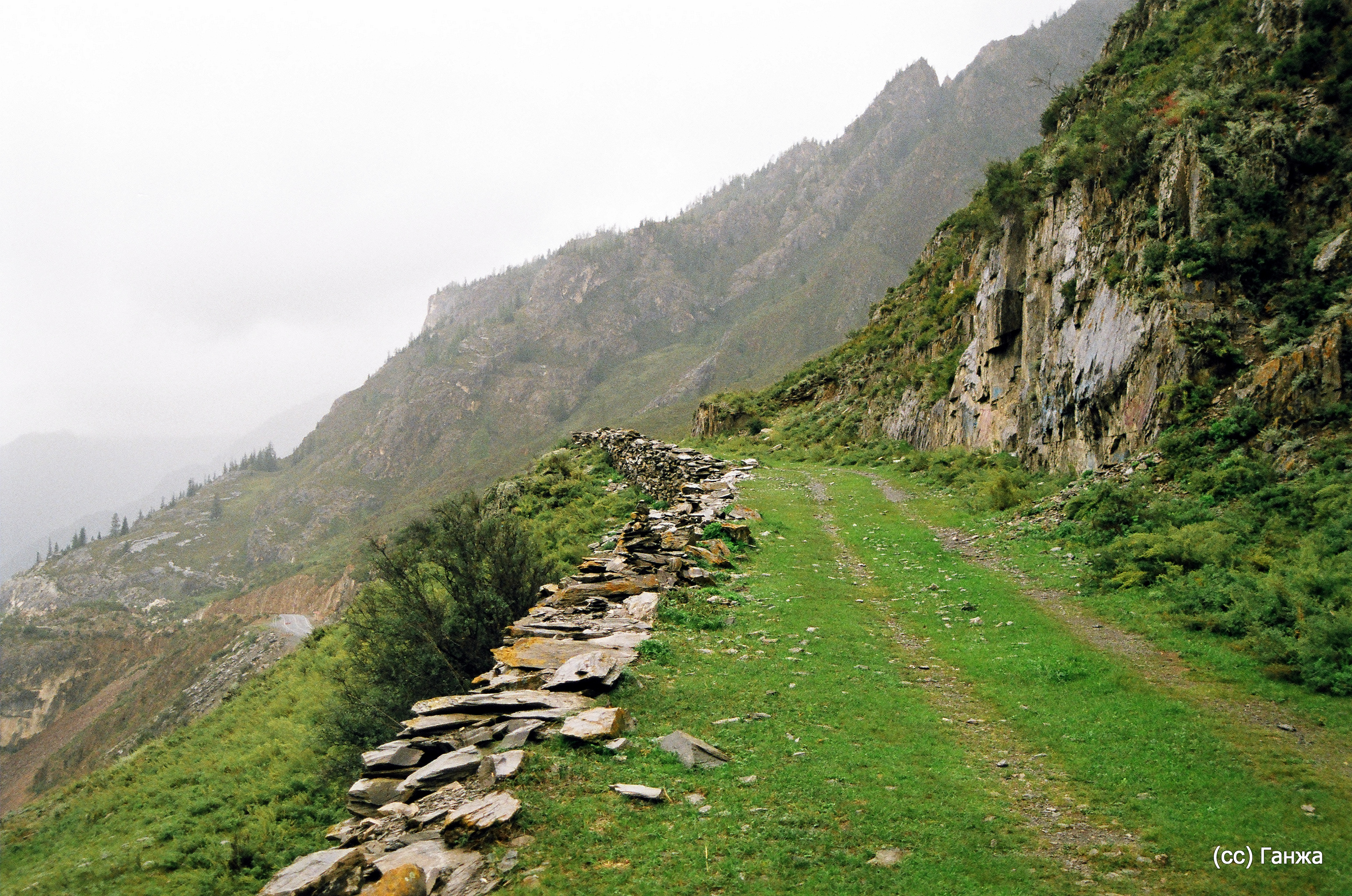
Старый Чуйский тракт в районе Акбома

Освоение этого пути началось с 1756 года, когда южные алтайцы добровольно вошли в состав Российской империи, однако долгое время русские дальше своего крайнего поселения, села Алтайское, не ездили.
Поводом для начала торговли на реке Чуе послужило ежегодное религиозное шествие тюрбенцев в сопровождении монгольского войска для положения дощечки в верховье реки Катуни в урочище Байхач (Баих-гач), где находилось большое священное дерево. По дороге к паломникам присоединялись местные жители для обмена товарами. Но русские купцы, не желая иметь посредников среди теленгитов, сами стали ездить в Чуйскую степь — первыми до ярмарки в поселении Кош-Агач добрались бийский купец Хабаров и змеиногорец Токарев. К середине XIX века русские уже имели там десяток складов и торговали тканями, топорами, пилами, молотками и прочими железными изделиями, галантереей, выделанной кожей; в обмен они покупали у монголов, китайцев и тибетцев скот, шерсть, пушнину и чай.

В то время тракт представлял собой лишь узкую вьючную тропу с выступами скал над ущельями — бомами. При их проезде возница шёл к началу узкого места и клал на дорогу шапку, чтобы встречный караван заметил и пропустил путников. Иначе было не разъехаться. Отсутствие колёсной дороги на 250 километров от Онгудая до Кош-Агача сдерживало торговлю и препятствовало связям Российской империи в Центральной Азии.

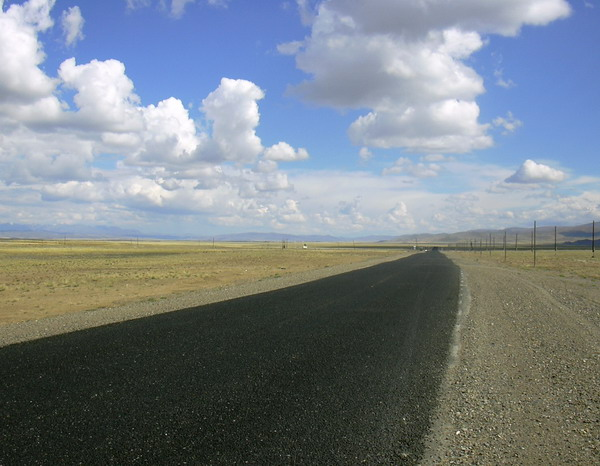
Чуйский тракт в Чуйской степи, Кош-Агачский район Республики Алтай

### Обустройство дороги
Купцы и ранее обустраивали свой путь, наводили мосты и переправы, но полностью благоустроить тракт для них было бы разорительно.
В течение 1860—1890 годов рассматривалось несколько вариантов дороги, которая должна была заменить караванную тропу, но государство не решалось вкладывать сюда внушительные суммы: по разным оценкам, требовалось от 393 тысяч рублей до 560 тысяч. В 1893 году Комитет Сибирской железной дороги выделил 45 тысяч рублей, ещё 35 тысяч собрали бийские купцы. После многочисленных дебатов летом 1901 года началось строительство Чуйского тракта под руководством инженера И. И. Биля. Расчётная ширина дороги была 5 аршин, а на бомах — 3,5 аршина. Подряд на строительство получили крестьяне местных сёл.
В 1902−1903 годах вьючная тропа переоборудована в колёсную дорогу, пригодную для небольших таратаек. В некоторых местах для облегчения обходов были установлены паромные переправы. Оборот купцов-чуйцев вырос с 500 тысяч рублей в 1870-е до 3 миллионов. Однако дорога начала разрушаться сразу после строительства, через несколько лет вернувшись в первобытное состояние.

### Подготовка для автомобилей

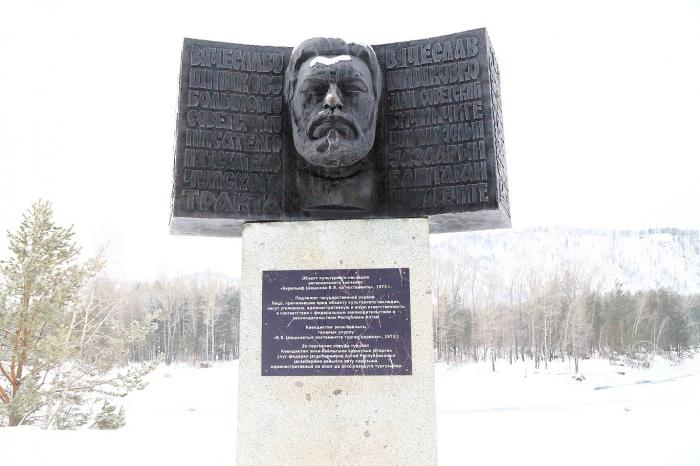
Памятник писателю В. Я. Шишкову на 116 км Чуйского тракта

Летом 1914 года на Алтай прибывает искательная экспедиция под руководством инженера и писателя Вячеслава Шишкова, её цель — изучить новые прямые варианты дороги вдоль реки Катунь от Бийска через Майму и Усть-Сему, минуя Алтайское, Чергу и Шебалино. Инженеры метр за метром наносили на карты новый и старый варианты Чуйского тракта, и после их изучения к концу 1916 года для улучшения и расширения был выбран современный маршрут трассы.
26 мая 1922 года Чуйский тракт получил статус дороги государственного значения, тем не менее к середине 1920-х годов она уже 10 лет не ремонтировалась и пришла в полнейший упадок. Во время гражданской войны были разрушены почти все мосты через горные реки. В 1924 году стоимость ремонта тракта оценивалась в 300 тысяч рублей.
В 1925 году автомобили Госторга впервые совершили семь рейсов по всей трассе от Бийска до Кош-Агача. В 1926 году по тракту прошли первые трактора, появление которых среди местных жителей вызвало большой переполох.

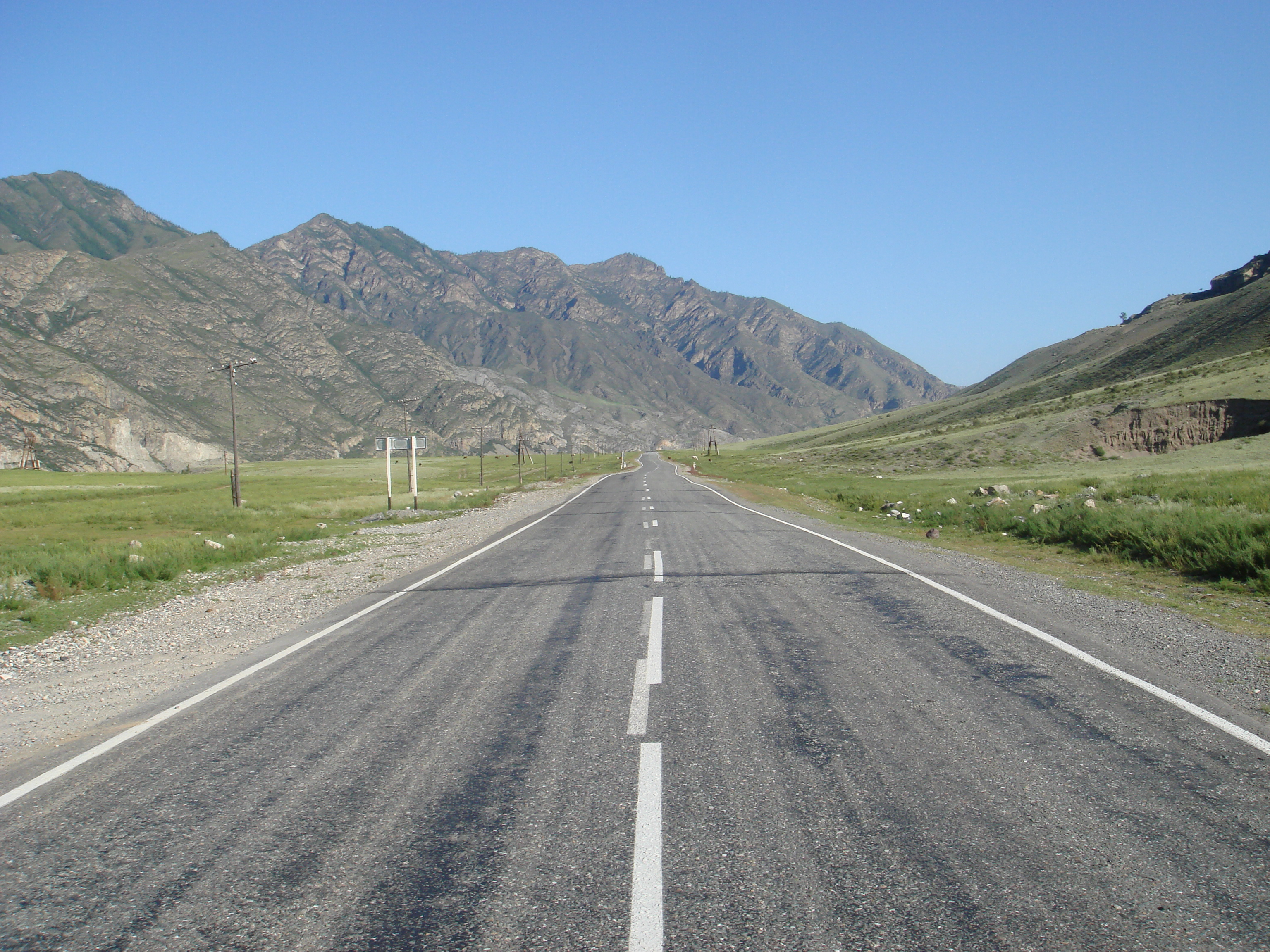
Чуйский тракт перед Иней, Республика Алтай

В 1930-х годах тракт выровняли и покрыли гравием, вместо опасных паромных переправ были сооружены мосты, в частности Ининский мост, у бомов устраняли опасные участки. Все работы по строительству тракта в довоенный период осуществлялись трудом жителей близлежащих сёл и силами заключённых, в том числе и репрессированных, числившихся за 7-м отделением сибирских лагерей. Строительство шло в тяжёлых природных и климатических условиях, а орудиями труда являлись только кирка, лом, тачка и лопата.
Также в это время было изменено направление Чуйского тракта, на участке Бийск — Черга трасса была перенесена с левого на правый берег реки Катунь.
1 января 1935 года Чуйский тракт был сдан в эксплуатацию.
Зимой 1941—1942 годов во время Великой Отечественной войны по тракту прошёл монгольский караван в помощь Красной армии.

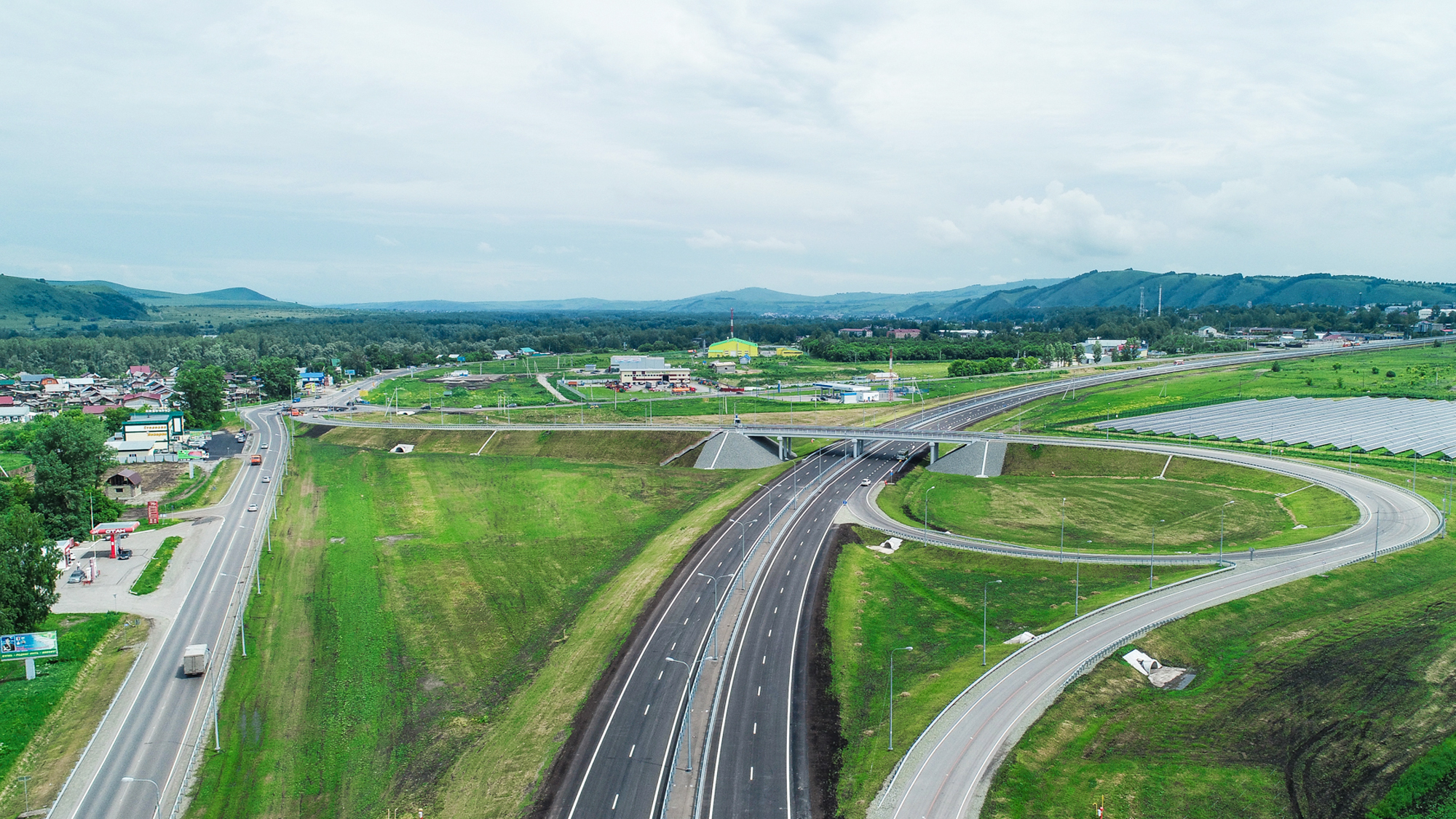
Чуйский тракт и подъезд к Горно-Алтайску на посёлке Карлушка

С 1961 года название Чуйский тракт закреплено за автодорогой от Новосибирска до Ташанты.
Последнее коренное переустройство произошло в середине 1980-х годов, когда проложили новую дорогу через перевал Чике-Таман.
В июле 2019 года на Чуйском тракте в Майминском районе Республики Алтай в рамках Комплексного плана модернизации и расширения магистральной инфраструктуры до 2024 года была открыта первая двухуровневая развязка с выездом из Горно-Алтайска в сторону аэропорта. Новая трасса пролегает параллельно улице Энергетиков, проходит вдоль участка перспективной застройки «Катунский промузел» и выходит на Чуйский тракт возле села Карлушка, присоединяясь к уже введённому в эксплуатацию шестому пусковому комплексу.

## Туризм
Трасса популярна среди авто- и мототуристов, велосипедистов и автостопщиков. С 2013 года раз в четыре года проводится международный рандоннёрский веломарафон «Чуйский тракт», предполагающий преодоление 1200 км на велосипеде за 90 часов.
На Чуйском тракте, в основном, на правом берегу нижнего течения Катуни, от деревни Соузга до села Чемал, в так называемом «Чемальском тупике», расположена курортная зона Республики Алтай с большим числом турбаз, кемпингов и гостиниц. Туристы посещают озеро Ая, Чемал, Каракольские озёра, реку Чибитку, долину Чулышмана и перевал Кату-Ярык.
Ведётся масштабное строительство туристско-рекреационных зон для комфортабельного отдыха «Бирюзовая Катунь» (в Алтайском крае у села Нижне-Каянча) и «Алтайская долина» (в Республике Алтай у села Соузга).
Но наибольший интерес для видового, экологического и активного туризма представляют удалённые районы республики Алтай: Онгудайский, Улаганский и Кош-Агачский. Они крайне малонаселённы, количество турбаз и кемпингов также не велико, заправочные станции для автомобилей расположены в среднем на расстоянии 100—120 км. В селе Кош-Агач открыта АГНКС.
От Чуйского тракта начинаются самодеятельные маршруты по горным популярным у туристов хребтам — по Северо-Чуйскому хребту и Южно-Чуйскому хребту. В селе Курай у тракта расположена гостиница «Ак-Тру», откуда осуществляется автодоставка туристов в долину реки Актру, к ледникам Правый Большой, Левый Большой и Малый Актру. Для путешествия по Чуйской степи и отрогам Южно-Чуйского хребта имеет смысл воспользоваться услугами перевозчиков из села Кош-Агач.
Развитием туризма на территории Республики Алтай занимается Министерство экономического развития и туризма Республики Алтай.

Панорамы Чуйского тракта
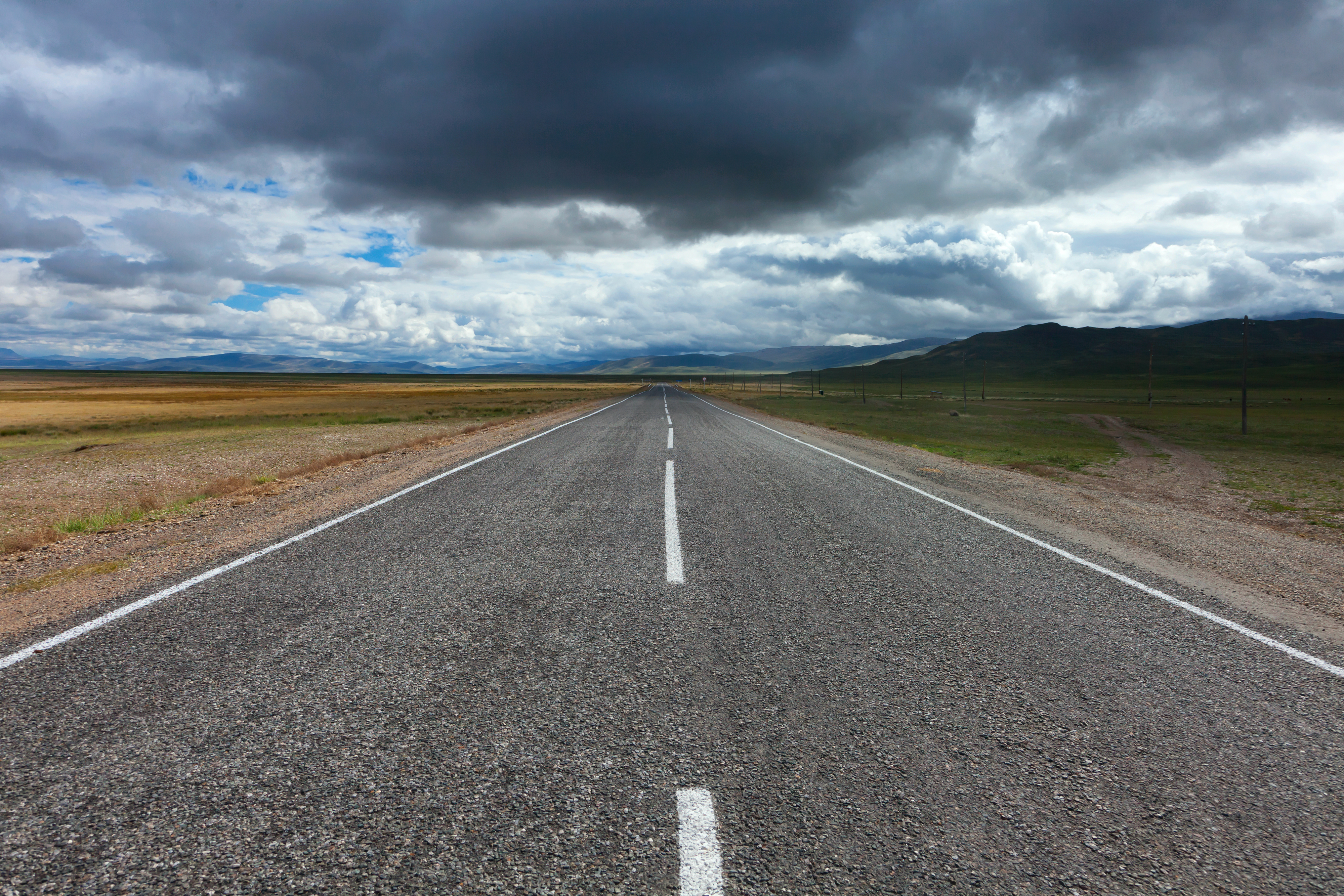
Район Жанаула
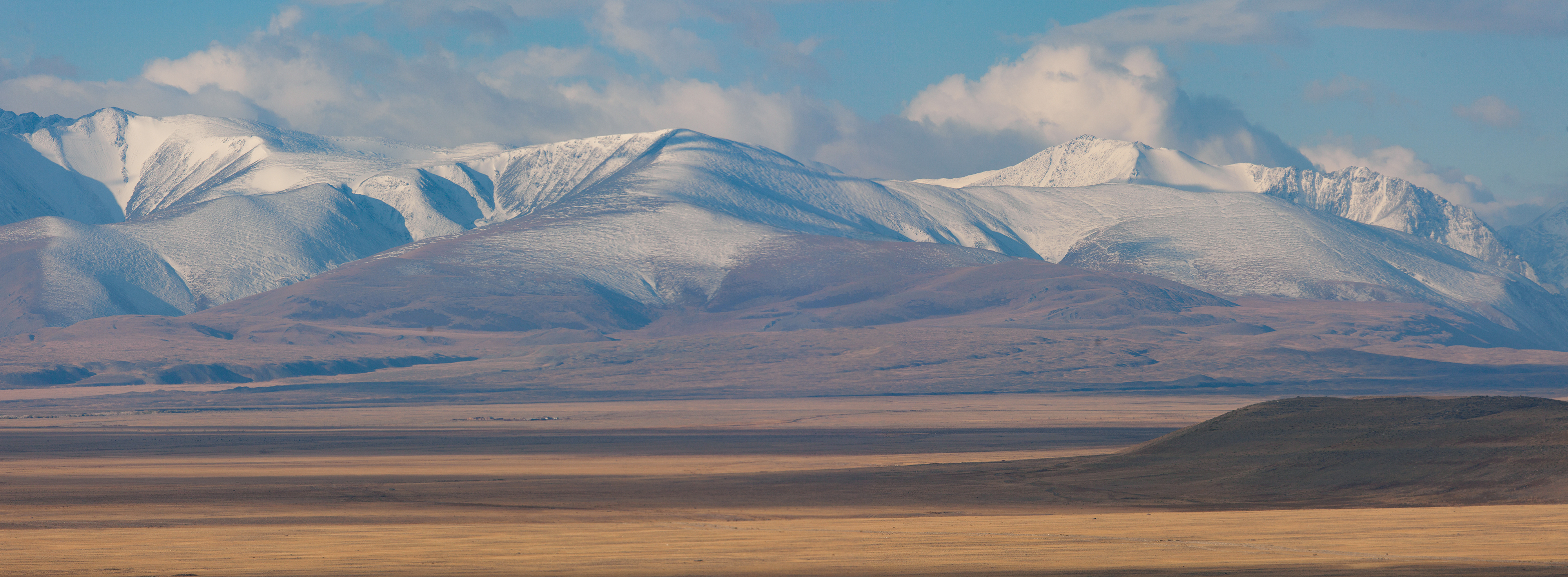
Вид на Южно-Чуйский Хребет
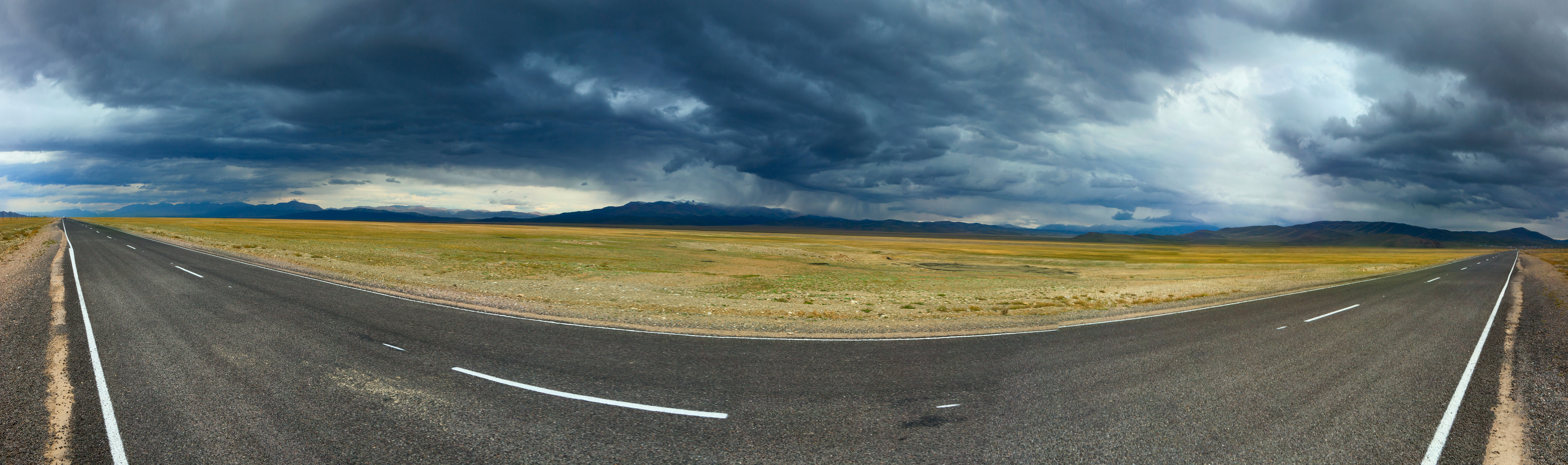
Панорама Чуйского тракта в районе границы с Монголией
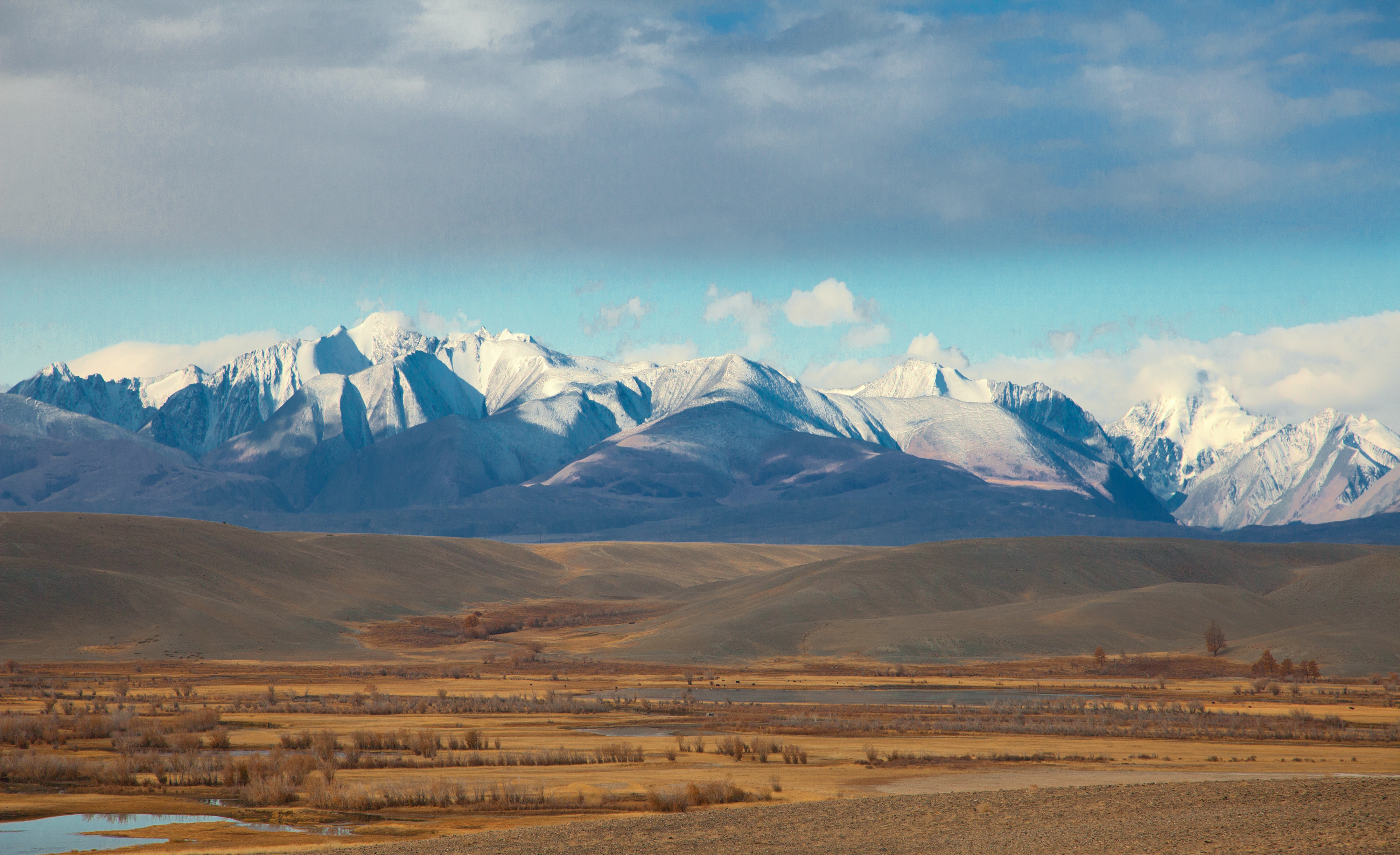
Чуйская степь
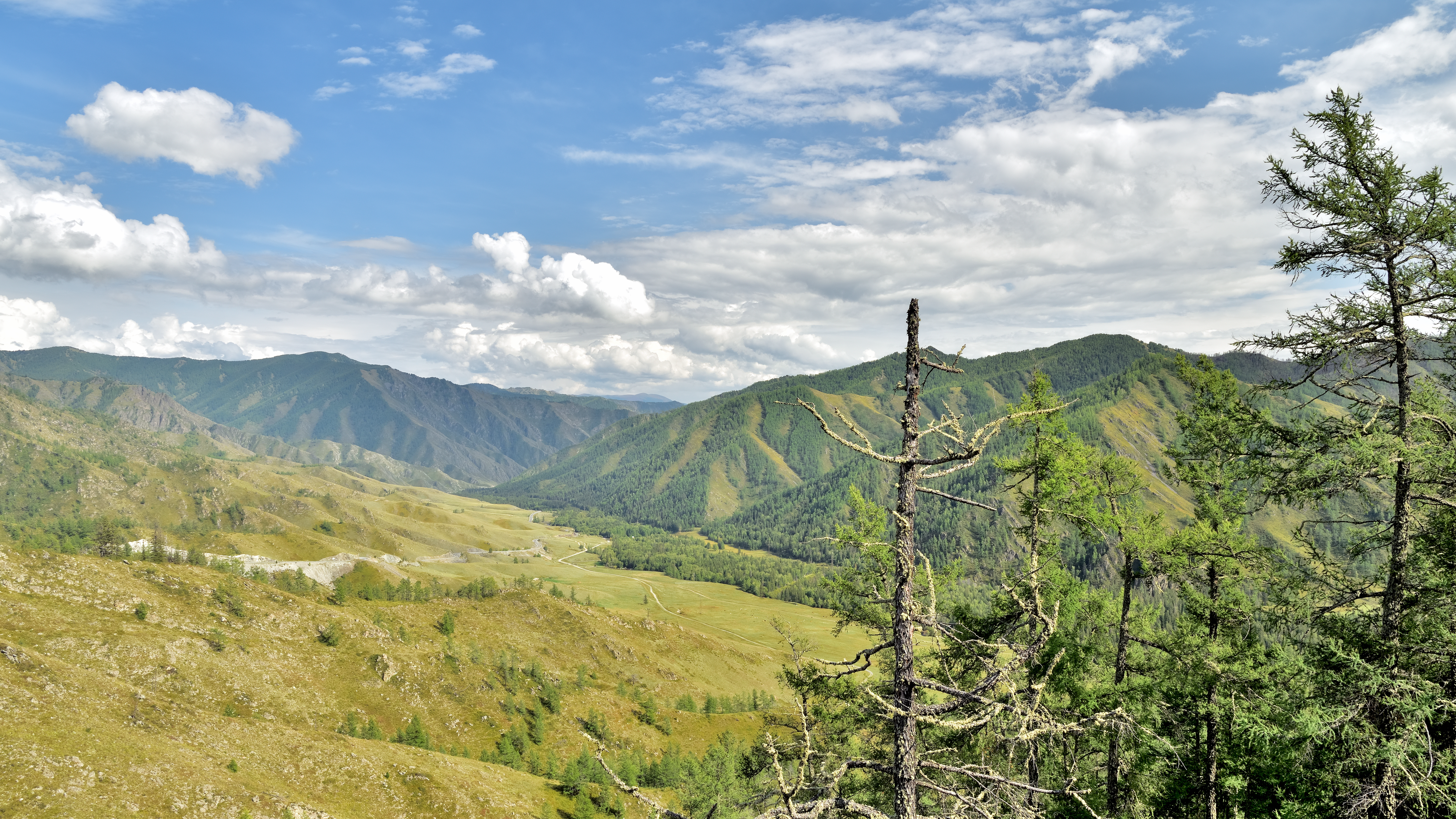
Панорама с перевала Чике-Таман в южном направлении
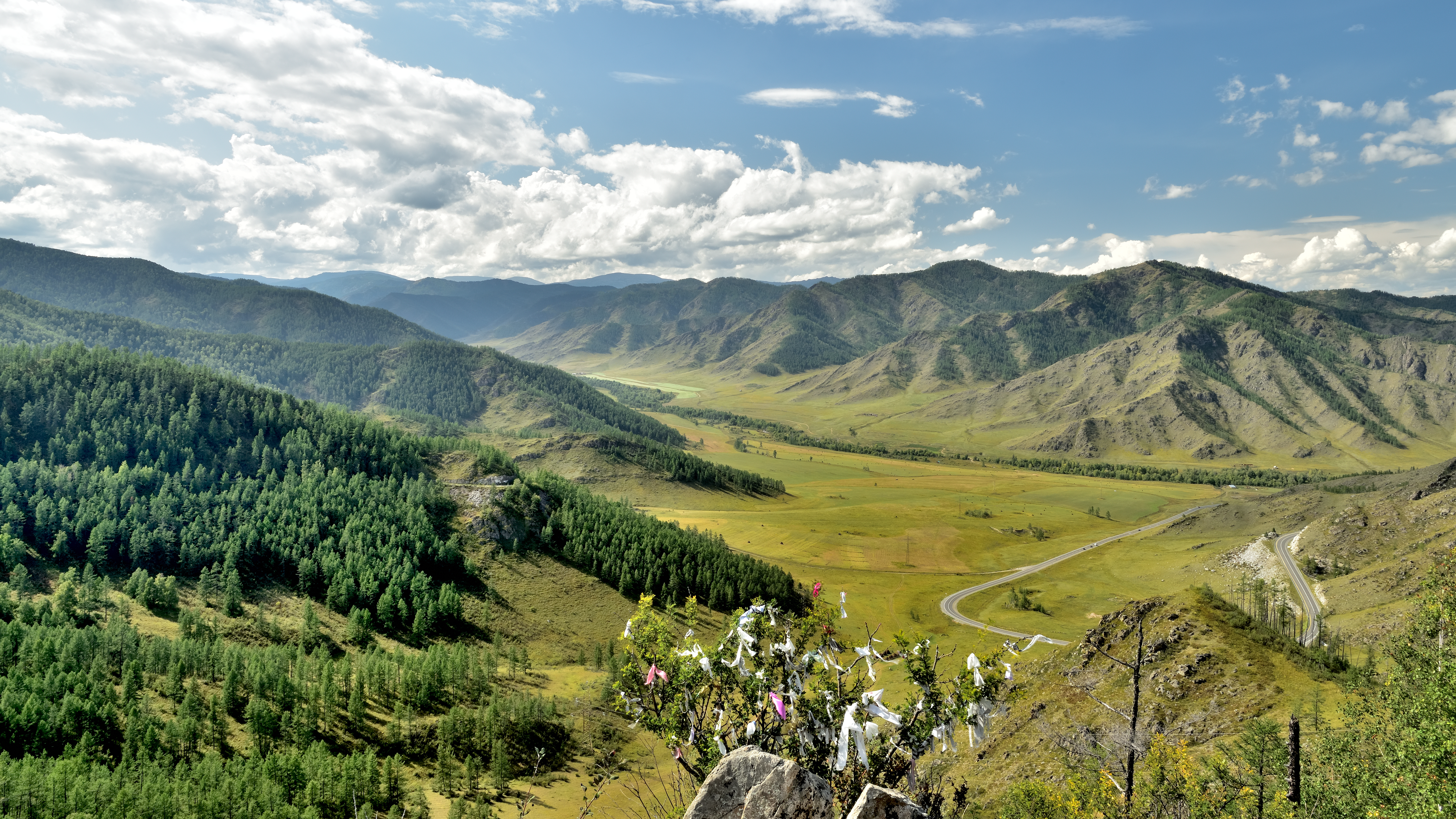
Панорама с перевала Чике-Таман в северном направлении

## В культуре и искусстве
В Алтайском крае и Республике Алтай популярна песня местного поэта Михаила Михеева, главными героями которой являются водители Колька Снегирёв и девушка Рая. Действие в песне разворачивается в 20-30-х годах XX века на Чуйском тракте. Колька Снегирёв водит грузовик «АМО», а Рая — «Форд». По местному преданию, у персонажей песни были реальные прототипы. По мотивам этой песни снят кинофильм «Ехали два шофёра». В сентябре 2014 года на месте предполагаемых событий установлен мемориальный комплекс из двух автомобилей на постаментах, где также приведены слова песни.

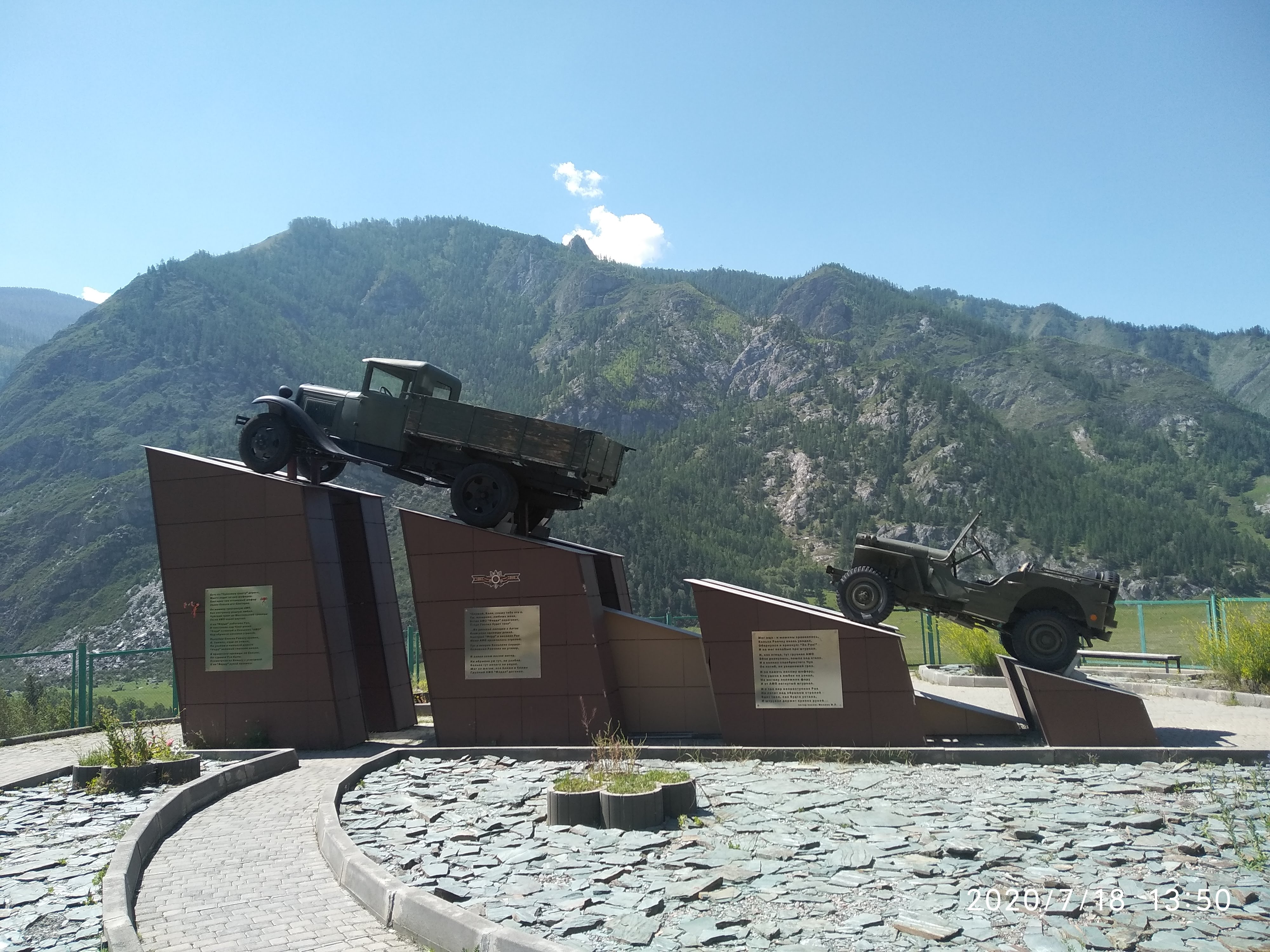
Мемориальный комплекс из двух автомобилей ГАЗ-АА и Виллис МБ на постаментах

Василий Шукшин, уроженец расположенного на тракте села Сростки, в 1964 году снял фильм «Живёт такой парень», действие которого разворачивается на Чуйском тракте.
В 2014 году журнал National Geographic Россия включил Чуйский тракт в список из десяти самых красивых автодорог мира.
Гарик Сукачёв написал песню, посвящённую Чуйскому тракту. Впервые песня была сыграна 2 апреля 2018 года на Авторадио.

### Музей Чуйского тракта
Чуйский тракт — одна из немногих дорог мира, которым посвящён музей. Музей Чуйского тракта находится в Бийске, на втором этаже отдела природы Бийского краеведческого музея имени В. Бианки. В музее собраны документы и фотографии времён строительства Чуйского тракта, есть уникальный объёмный макет дороги, картины и диорамы. Основателем и создателем Музея Чуйского тракта является Елена Грехова.

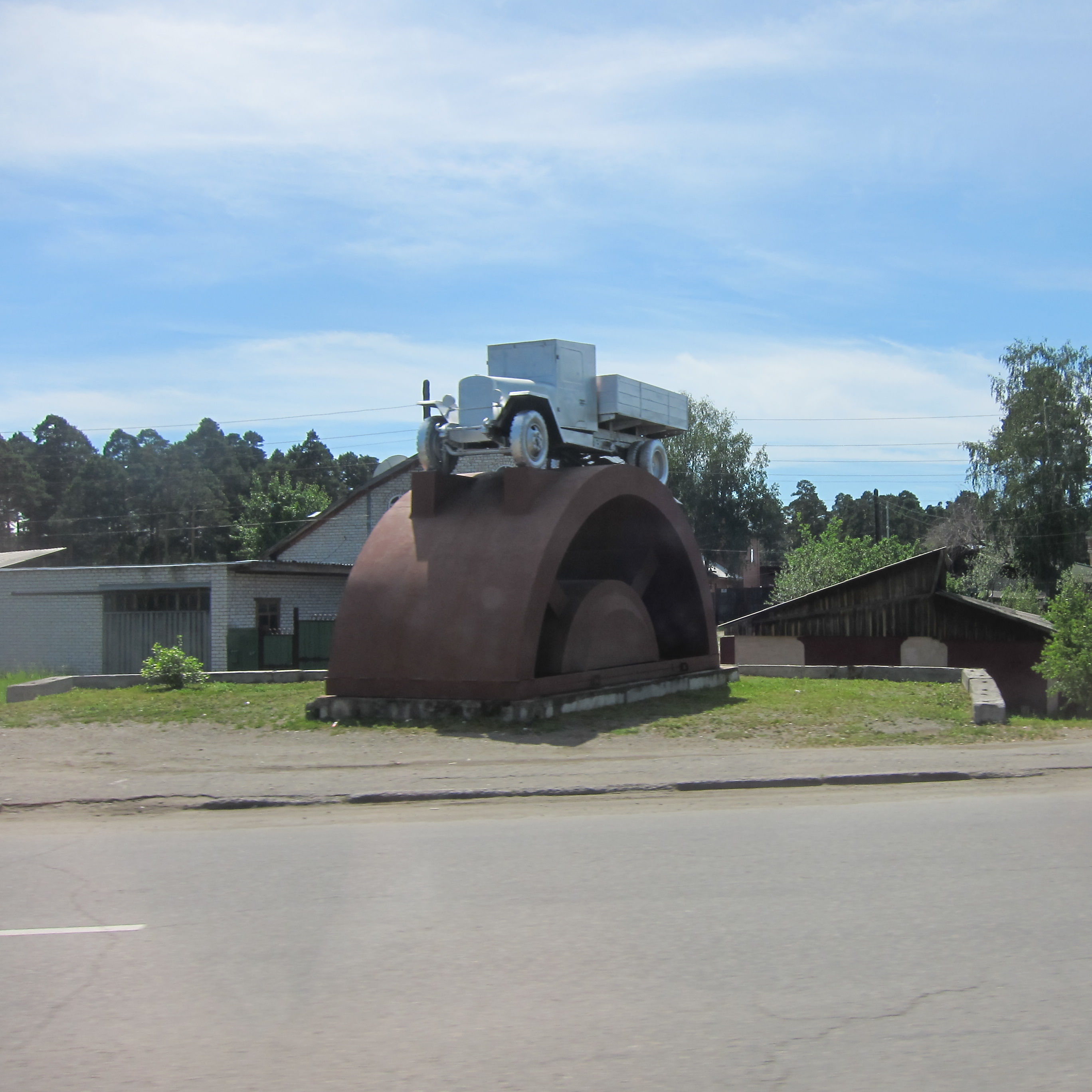
Памятник Чуйскому тракту в Бийске

## Крупные аварии
- 8 июня 2007 года на участке Барнаул — Бийск КамАЗ с полуприцепом выехал на полосу встречного движения и столкнулся с пассажирским микроавтобусом Mercedes. В момент столкновения полуприцеп сбил ещё один микроавтобус «Газель». В результате аварии погибли 14 человек[18].
- 7 августа 2005 года у поворота на село Плешково Зонального района в автомобильной катастрофе погиб губернатор Алтайского края М. С. Евдокимов вместе с водителем и охранником. Выжила только супруга губернатора — Галина Евдокимова.
- 22 февраля 2003 года на подъезде к селу Манжерок (Республика Алтай) произошла автомобильная авария, в которой погиб мэр города Барнаула Владимир Баварин и была травмирована его жена.
- 21 августа 1995 года на 106-м километре трассы (Черепановский район Новосибирская область) микроавтобус «Ниссан» столкнулся с грузовым автомобилем «МАЗ». В результате этого дорожно-транспортного происшествия погибли, не приходя в сознание, все шесть пассажиров микроавтобуса, в том числе известная певица и композитор Татьяна Снежина. На месте произошедшей аварии установлен памятный камень.